# Hettikamkanamge Perera
Crishantha Dilan Hettikamkanamge Perera (* 19. September 1978) ist ein sri-lankischer Fußballschiedsrichter. Seit 2004 steht er als dieser auf der FIFA-Schiedsrichterliste. Erst ist damit der mit Abstand dienstälteste seiner Nationalität.

## Karriere

### Klubmannschaften
Seine ersten bekannten Einsätze in internationalen Partien hatte er beim AFC Cup 2008, wobei mit Sicherheit davon auszugehen ist, dass auch er davor schon Einsätze bekam. Nach einigen weiteren Einsätzen im AFC Cup, erhielt er dann auch ein paar Einsätze bei Gruppenspielen des AFC President’s Cup 2011. Beginnend mit der Saison 2014 gab er dann auch schließlich sein Debüt in der AFC Champions League, wo er nebst ein paar Gruppenspiele auch ein Achtelfinale leitete. In den nächsten Jahren kam er zudem beim AFC Cup auch des Öfteren in Halbfinalpartien zum Einsatz.
Sein erstes Finalspiel war dann das des AFC Cup 2019, zwischen 25. April SC und al Ahed.
Außerdem war er von 2014 bis 2016 auch in ein paar Partien der Indian Super League vertreten.

### Nationalmannschaften
Seine ersten bekannten Länderspiele leitete er im April 2009 bei der Qualifikation für den AFC Challenge Cup 2010. Später im Jahr war er dann auch noch in der Qualifikation für die U16-Asienmeisterschaft 2010 und in der für das Turnier der U-19 im selben Jahr in mehreren Spielen als Leitung eingeteilt. Bei der Vorqualifikation zum AFC Challenge Cup 2012 übernahm er die Leitung für das Spiel zwischen Macau und Kambodscha im Februar 2011.
Erstmals leitete er dann bei der Südasienmeisterschaft 2013 auch Spiele bei einem Turnier dieses Wettbewerbs. Im nächsten Jahr gehörte er auch mit zu den nominierten Schiedsrichtern bei der U-19-Asienmeisterschaft 2014, wo er in zwei Gruppenspielen die Leitung übernahm. Bei der U-17-Weltmeisterschaft 2015 agierte er zudem noch als unterstützender Schiedsrichter für die Delegation der AFC. Auch in diesen Zeitraum fallen eine größere Anzahl an Einsätzen bei Freundschaftsspielen sowie in der asiatischen Qualifikation für die WM 2018. Zusätzlich übernahm er auch Spiele der Qualifikation für die Asienmeisterschaften. Im U-Bereich war er als Schiedsrichter bei der U-23-Asienmeisterschaft 2016 dabei. Ende 2017 wurde er für den Golfpokal 2017 nominiert und leitete hier unter anderem das Halbfinalspiel zwischen dem Oman und Bahrain. Einige Monate später folgten dann weitere Partien bei der Südasienmeisterschaft 2018.
Seine erste Nominierung für eine Asienmeisterschaft der A-Nationalmannschaften, war dann die Ausgabe im Jahr 2019, wo er die Gruppenpartie zwischen Nordkorea und Katar leitete. Im nächsten Jahr leitete er dann auch wieder einmal eine Partie bei der U-23-Asienmeisterschaft 2020, auch in der nächsten Ausgabe war er dann wieder dabei.